# Hexenkommissar
Hexenkommissare (umgangssprachlich teilweise auch Hexenrichter genannt) waren während der Frühen Neuzeit Juristen, die von den Landes- oder Gerichtsherren eingesetzt wurden. Ihre Aufgabe war es eigentlich, den ordnungsgemäßen Verlauf eines Hexenprozesses zu gewährleisten. In der Praxis aber trieben sie häufig die Verfolgung voran.

## Aufgaben
Um die Hexenprozesse zu reglementieren und zu kontrollieren, erließen die jeweiligen Obrigkeiten Hexenprozessordnungen. Um die Einhaltung der dort festgelegten Bestimmungen zu gewährleisten, wurden weltliche Juristen als Kommissare, also als Beauftragte und Sonderbeamte des Landesherren ernannt. Die Ernennung von rechtskundigen Kommissaren für bestimmte Zwecke war ein übliches Verfahren und wurde nun auf die Hexenprozesse ausgedehnt. Teilweise wurden sie an bestimmte Gerichte oder Ämter entsandt, teilweise wurden sie von diesen aber auch als Fachkundige angefordert. Hexenkommissare gab es in verschiedenen Territorien des Heiligen Römischen Reiches so in Kurbayern, Kurköln, Nassau und anderswo.
Wo die Landesherren selbst zu Befürwortern einer intensiven Hexenverfolgung wurden, bildeten die Hexenkommissare gewissermaßen das ausführende Organ. Sie waren etwa nach der kurkölnischen Hexenprozessordnung von 1607 als unparteiische Rechtskundige gedacht, die den ordentlichen Richtern und Schöffen bei der schwierigen Materie der Hexenprozesse beratend beistehen sollten. Tatsächlich aber bestimmten sie das Verfahren. Neben ihnen spielten die eigentlich zuständigen Richter und Schöffen nur noch eine Nebenrolle. Sie entschieden über Haftbefehle, sie waren es auch, die während der Folter die Verdächtigen befragten und den Scharfrichtern dabei Anweisungen gaben. Letztlich waren sie es, die die Urteile formulierten, auch wenn sie offiziell nur als unparteiische Rechtsgelehrte tätig waren.
Die Amtsführung war sehr unterschiedlich. Neben eher unauffällig agierenden Kommissaren gab es einige, die sich durch besonderen Eifer wie Franz Buirmann, Caspar Reinhartz oder Heinrich von Schultheiß, der auch eine theoretische Schrift zur Prozessführung hinterließ, hervortaten.
Von den Kritikern der Hexenprozesse, wie Friedrich Spee, immer wieder hervorgehoben wurde das materielle Interesse der Hexenkommissare. Tatsächlich gab es etwa in Kurköln eine genaue finanzielle Regelung, wonach die Kommissare abhängig von der Zahl der Haftbefehle, Folterungen und Urteile jeweils bestimmte Geldsummen erhielten. Für jeden Haft- oder Folterbefehl erhielt ein Kommissar einen Reichstaler und für ein Urteil zwei. Einige von ihnen, wie Heinrich von Schultheiß, der nicht nur geadelt wurde, sondern auch großen Landbesitz erwerben konnte, profitierten ohne Zweifel von ihrem Amt. Auch Franz Buirmann im rheinischen Teil des Kurfürstentums Köln hat sich durch seine Tätigkeit stark bereichert.